# Egon Günther
Egon Günther (Schneeberg, 30 marzo 1927 – Potsdam, 31 agosto 2017) è stato un regista e sceneggiatore tedesco.

## Biografia
Studiò filosofia, letteratura tedesca e teoria dell'educazione all'Università di Lipsia. Dopo la laurea lavorò come insegnante e successivamente come redattore della casa editrice di Halle/Saale Mitteldeutschen Verlag, per cui pubblicò anche drammi teatrali, romanzi e raccolte di poesie.
Nel 1958 fu assunto come sceneggiatore dalla Deutsche Film AG, e nel giro di pochi anni iniziò a dirigere i film da lui scritti. Si rivelò a livello internazionale nel 1972 grazie al film Der Dritte, presentato alla 33ª Mostra internazionale d'arte cinematografica di Venezia nella sezione "Venezia Critici", dove Jutta Hoffmann fu premiata come migliore attrice, e in seguito designato dalla Germania Est come candidato all'Oscar per il miglior film straniero.
Dedito ad adattamenti letterari che gli permettevano critiche sotterranee all'ordinamento sociopolitico della Germania Est, fu comunque bersagliato dalla censura, come con il film Wenn du groß bist, lieber Adam bloccato e rimasto inedito fino alla caduta del muro di Berlino, mentre altri film non ricevettero il visto per essere distribuiti all'estero; nel 1977, in seguito al caso internazionale riguardante l'espulsione di Wolf Biermann decise di espatriare in Germania Ovest, dove inizialmente lavorò principalmente per la televisione. Ebbe un grande successo di critica e pubblico con la miniserie Heimatmuseum.
Fu insignito del premio alla carriera ai Deutscher Filmpreis del 1999.

## Filmografia parziale
- 1965: Lots Weib
- 1966: Wenn du groß bist, lieber Adam (distribuito nel 1990)
- 1968:  Abschied
- 1972: Der Dritte
- 1974: Die Schlüssel
- 1975:  Lotte in Weimar
- 1976: Die Leiden des jungen Werthers
- 1985:  Morenga
- 1990:  Rosamunde
- 1991:  Stein
- 1999: Die Braut